# How Can I Sleep With Your Voice In My Head
How Can I Sleep With Your Voice In My Head je devátým albem norské skupiny A-ha. Album bylo nahráno během šesti týdnů světového turné „Lifelines“ a je prvním živým albem skupiny. Na albu je 14 skladeb, ale byla vydána i limitovaná edice s druhým, bonusovým CD.

## Řazení skladeb
CD 1
1. Forever Not Yours 04:32
2. Minor Earth Major Sky 05:41
3. Manhattan Skyline 05:50
4. I've Been Losing You 04:08
5. Crying In The Rain 04:55
6. The Sun Always Shines On TV 05:51
7. Did Anyone Approach You 04:52
8. The Swing Of Things 05:26
9. Lifelines 04:36
10. Stay On These Roads 03:34]
11. Hunting High And Low 05:54
12. Take On Me 05:42
13. The Living Daylights 07:31
14. Summer Moved On 04:41

CD 2 (bonusové)
1. Scoundrel Days 05:15
2. Oranges On Appletrees 04:26
3. Cry Wolf 03:35
4. Dragonfly 03:36
5. Time And Again 05:19
6. Sycamore Leaves 04:02
7. A-Ha Tourbook (VIDEO) 14:22

## Obsazení

### Členové skupiny
- Morten Harket (zpěv)
- Paul Waaktaar-Savoy (kytara, zpěv, klávesy)
- Magne Furuholmen (klávesy, zpěv, kytara)

### Hosté
- Anneli Drecker (zpěv)
- Per Lindvall (bicí)
- Sven Lindvall (basová kytara)
- Christer Karlsson (klávesy)